# N4 (автодорога, Ирландия)

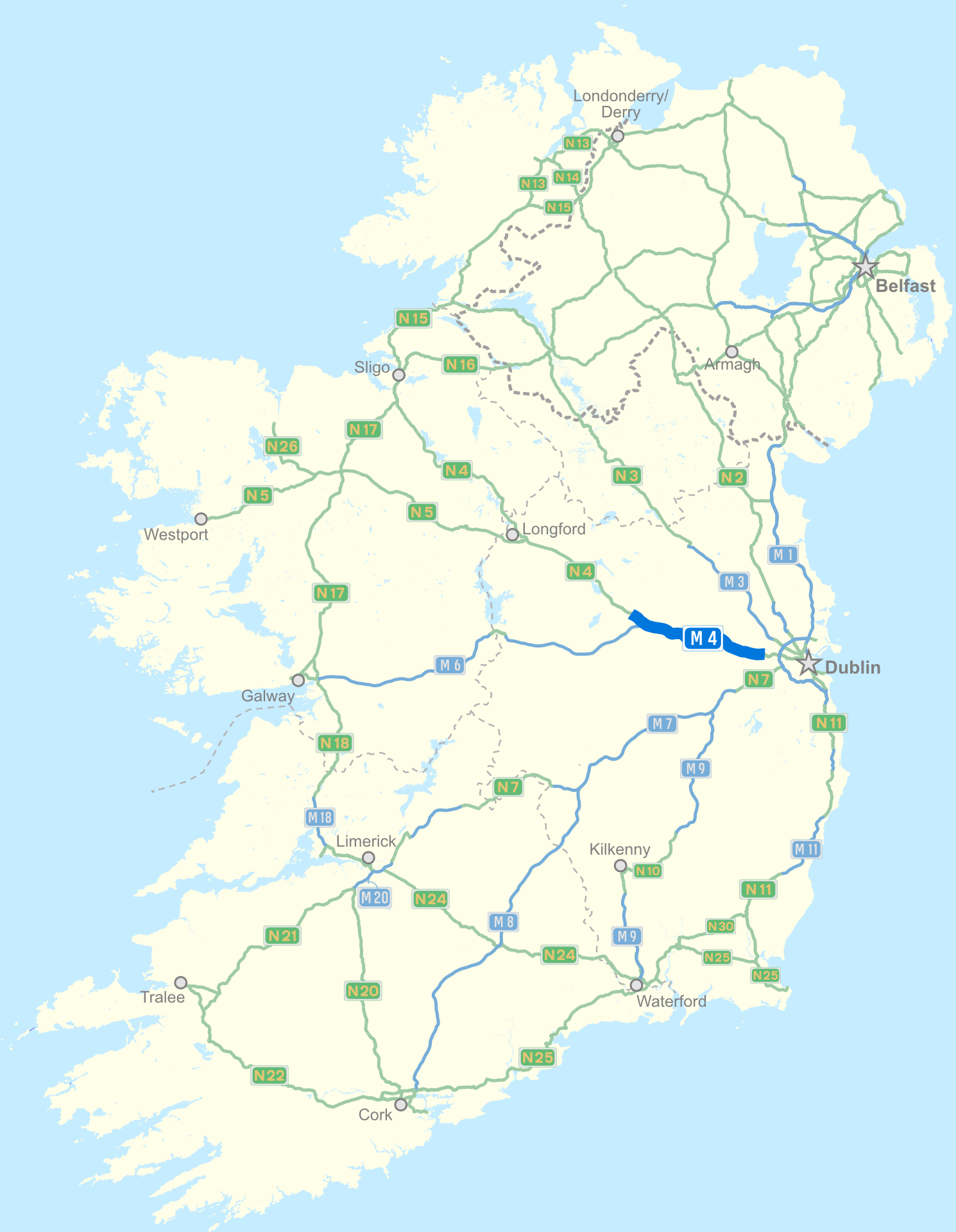
Маршрут трассы

N4 — ирландская государственная первичная дорога, входящая в число самых важных, ведущая из Дублина в Слайго. Одна из частей дороги формирует M4.
Маршрут планируется расширить: улучшить качество 5 километров на восток от Малленгара, улучшить объезд из Маллингара в Лонгфорд (проект на стадии исследования ограничений), проезд из Дромода в Каррик-он-Шаннон (на стадии изучения осуществимости), объезд Каррик-он-Шеннона (предварительное проектирование), участок у Касл-Болдвина, участок из Коллуни в Касл-Болдвин (предварительное проектирование), вспомогательная западная дорога у Слайго (исследование осуществимости).